# Curtis McMullen
Curtis Tracy McMullen (Berkeley, 21 maggio 1958) è un matematico statunitense, noto per i suoi contributi in teoria dei sistemi dinamici complessi, nella geometria iperbolica e nella teoria di Teichmüller. Nel 1998 ha vinto la prestigiosa medaglia Fields.

## Biografia
Laureato con il massimo dei voti al Williams College, McMullen ha ottenuto il Ph.D. nel 1985 dall'Università di Harvard, sotto la supervisione di Dennis Sullivan. Nella sua tesi di dottorato, McMullen ha risolto l'importante problema di stabilire se esiste un metodo iterativo per calcolare le radici di un polinomio. Ha trovato infatti un algoritmo funzionante per i polinomi di grado 3 (il metodo di Newton risolve il problema per quelli di grado 2) e ha dimostrato che un algoritmo del genere non può esistere per un generico polinomio di grado maggiore di 3.
Conseguito il Ph.D., ha vinto una posizione di post-doc presso il Massachusetts Institute of Technology. Nel 1986 si è trasferito al Institute for Advanced Study di Princeton e l'anno successivo è stato nominato Assistant Professor all'Università di Princeton. Nel 1990 ha vinto un posto di Professore ordinario all'Università di Princeton, ma nello stesso anno gli venne assegnata la medesima posizione anche all'Università della California - Berkeley, posizione che ha accettato e che ha mantenuto fino al 1997, anno in cui si è trasferito ad Harvard.  Nel 1998 ha vinto la medaglia Fields, per i risultati provati nella sua tesi di dottorato e per il suo lavoro sull'insieme di Mandelbrot.
Oltre alla medaglia Fields, McMullen ha ricevuto altri importanti riconoscimenti, quali il Premio Salem, nel 1991, ed è stato eletto membro della National Academy of Sciences nel 2007.

## Curiosità
McMullen ha dimostrato che una partita di backgammon termina con probabilità 1.

## Libri
- (EN) Curtis T. McMullen, Complex Dynamics and Renormalization, Princeton University Press, 1994, ISBN 0-691-02982-2.
- (EN) Curtis T. McMullen, Renormalization and 3-Manifolds which Fiber over the Circle, Princeton University Press, 1996, ISBN 0-691-01153-2.